# Берлінський проєкт
«Берлінський проєкт» (англ. The Berlin Project) — науково-фантастичний альтернативно-історичний роман  американського письменника Грегорі Бенфорда 2017 року. Вперше він був опублікований у травні 2017 року в США компанією Saga Press, підрозділом Simon & Schuster. Роман був номінований на премію Sidewise Award за альтернативну історію 2017 року.
«Берлінський проєкт» розгортається в альтернативній історії під час Другої світової війни, коли американська атомна програма завершує створення атомної бомби на рік раніше, ніж насправді, що дозволяє її розгорнути проти Німеччини та призвести до передчасного припинення війни. Багато героїв роману є історичними особами, зокрема Карл П. Коен, Гарольд Юрі, Леслі Гровз, Річард Фейнман, Фрімен Дайсон, Мо Берґ, Вернер Гейзенберг, Вільгельм Канаріс та Ервін Роммель.

## Фон
На дослідження та написання «Берлінського проєкту» пішло понад чотири роки. Більшість персонажів книги є історичними особами, і Бенфорд знав багатьох із них особисто, включаючи головного героя роману, свого тестя, фізико-хіміка Карла П. Коена. Бенфорд сказав, що ідея роману виникла у його наукового керівника, фізика-теоретика Едварда Теллера. Під час Другої світової війни Теллер працював у Мангеттенському проекті і сказав Бенфорду, що рішення, прийняте в 1942 році, виявилося дорогою помилкою, яка затримала розробку атомної бомби на рік.
В інтерв'ю Бенфорд пояснив, що бомба, яка розробляється атомною програмою, використовувала уран-235, який потрібно було збагачувати з природного урану. Спочатку для вилучення U-235 використовувався підхід відцентрового розділення, розроблений Коеном і Гарольдом Юрі. Але через постійні механічні проблеми з центрифугами від нього відмовилися на користь газової дифузії. Однак для налаштування цього методу знадобилося більше часу, ніж очікувалося, і проект затримався на рік. Коен вважав, що якби їм дозволили продовжувати працювати з центрифугами, проблеми, які вони мали, були б подолані, і бомба була б готова до розгортання в 1944 році, що призвело б до швидкого завершення війни та врятувало мільйони життів.

## Короткий зміст сюжету
Під час Другої світової війни Карл П. Коен бере участь у Мангеттенському проекті, щоб допомогти зі збагаченням урану для програми атомної бомби США. Коен і Гарольд Юрі досліджують процес відцентрового розділення, який вони розробили, але тривалі механічні поломки ставлять під сумнів його життєздатність. В альтернативному графіку «Берлінського проєкту» ' наполягає на центрифугах, і після отримання приватного фінансування та підтримки високопоставлених людей, у тому числі Альберта Ейнштейна, проблеми вирішуються, і як метод збагачення урану вибирається відцентрове розділення. У середині 1944 року атомна бомба закінчена і готова до виробництва.
Після тривалих дебатів було прийнято рішення у день висадки в Нормандії в червні 1944 року скинути бомбу на Берлін. План полягає в тому, щоб убити Гітлера в його підземному бункері та допомогти вторгненню союзників до Європи. Але хоча в Берліні гинуть тисячі людей, бомбардування столиці має набагато менший вплив на Німеччину, ніж очікувалося. Гітлера в цей час не було в Берліні, і він продовжує зберігати свою владу. Просування союзників через Францію заважає нова тактика Німеччини. Використовуючи нещодавно розроблені реактивні літаки, Люфтваффе починає скидати на війська радіоактивний пил, отриманий з неочищеного урану. Зростаюче занепокоєння викликає те, наскільки просунутою є нацистська бомбова програма, а також побоювання, що ракети V-2 Вернера фон Брауна можуть бути оснащені ядерними боєголовками.
У серпні 1944 року Коен і агент стратегічних служб США Моу Берг їдуть до Швейцарії на таємну зустріч з німецьким фізиком Вернером Гейзенбергом, щоб встановити хід німецького проєкту створення атомної бомби. Гейзенберг визнає, що в Німеччині немає бомбової програми, але каже їм, що ідея розміщення радіоактивного пилу прийшла від фон Брауна, який прочитав про це в науково-фантастичній оповіданні. Гейзенберг також висловлює своє незадоволення керівництвом Гітлера та повідомляє Коену місцезнаходження бункера Гітлера в Польщі. Коен і Берг також зустрічаються з Вільгельмом Канарісом, начальником німецької військової розвідки, який хоче усунути Гітлера, щоб можна було домовитися про капітуляцію.
Америка добудовує другу атомну бомбу, але її не скидають на бункер Гітлера. Замість цього використовуються звичайні бомби, і диктатор гине. Німецька армія захоплює владу, а фельдмаршал Ервін Роммель формує Тимчасовий уряд і капітулює перед західними союзниками. Німеччина посилює свою війну проти Рад і, використовуючи Фау-2 та радіоактивний пил, утримує їх подалі від Східної Європи. На початку 1945 року американці швидко завершили війну проти Японії, скинувши атомні бомби на Окінаву та Хіросіму. У 1963 році Коен отримує французький Ordre national de la Légion d'honneur за його роль у припиненні війни за допомогою A-bomb, а Ейзенхауер і Хрущов отримують Нобелівську премію миру за підписання договору про заборону розробки більш потужної водневої бомби.

## Відгуки
У рецензії в журналі Locus американський письменник-фантаст Пол Ді Філіппо описав «Берлінський проєкт» як альтернативну історію в стилі Гаррі Тертлдава, яка має «просту, але захоплюючу ефективність», не на відміну від Міченера чи Вука. Ді Філіппо схвалив вибір Бенфордом Карла П. Коена як головного героя книги, сказавши, що використання «менш відомого… трохи нецентрального» вченого з Мангеттенського проєкту додає цікаву перспективу історії. Ді Філіппо заявив, що глибокі знання Бенфорда про академічну науку, дослідження та розробки та проекти уряду США допомагають зробити цей роман «захоплюючою покроковою реконструкцією… наукової та технологічної подорожі, щоб створити цю бомбу».
Британський літературознавець Том Шіппі написав у The Wall Street Journal, що «Берлінський проєкт» — це «[p]зика та політика, інженерія та уява». Він сказав, що Бенфорд вміло «виражає чисте хвилювання новою наукою та людську напругу, пов'язану з обґрунтуванням [для] … центрифуг, від яких залежить майбутнє світу». Publishers Weekly назвав «Берлінський проєкт» «інтригуючим трилером про альтернативну історію». Рецензент сказав, що Бенфорд робить технічні деталі книги «доступними для непрофесійного читача» та «оживляє» вчених і фізиків Мангеттенського проєкту. Але вони описали розгортання Коена в передній частині книги до кінця книги як «розтяжку»
.
Джеррі Ленабург описав «Берлінський проєкт» як «захоплююче поєднання наукової фантастики, шпигунського трилера та військової історії». Рецензуючи роман у New York Journal of Books, Ленабург сказав, що «чудове поєднання» історичних постатей і вигаданих персонажів «усі описані в абсолютно реалістичній і правдоподібній манері». Він зазначив, що Бенфорд використовує свій багатий академічний досвід, щоб детально описати розробку бомби, але він вважав ці розділи досить «трудомісткими» і вважав, що на них було витрачено надто багато часу. Однак, як тільки встановлено альтернативний графік, Ленабург сказав, що історія «розвивається у швидкому темпі … зі стилем і розумом».
Американському письменнику-фантасту і критику Норману Спінраду сподобалися технічні деталі книги. У рецензії в «Азімовз сайнс фікшн» Спінрад сказав, що, на його думку, мав «досить хороші знання» про науку, що стоїть за Манхеттенським проектом, але заявив, що зрештою він дізнався набагато більше з книги Бедфорда. Спінрад назвав роман «захоплюючою справжньою історією», додавши, що Бенфорду «вдається… зробити науку і технологію, а також її особисті та політичні конфлікти та напруження надзвичайно захоплюючими». Спінрад висловив думку, що «жоден письменник, якого я можу пригадати, не поєднує в собі такої наукової витонченості… з літературною витонченістю та вишуканістю характеристик, як це робить Грегорі Бенфорд».

## Виноски
1. ↑  Ідея використання радіоактивного пилу проти союзників з'явилася у Вернера фон Брауна з «Незадовільного рішення», науково-фантастичного оповідання Роберта А. Гайнлайна, яке він прочитав і яке було опубліковане в журналі «Astounding Science Fiction» у травні 1941 року.[3]